# Czosnek galicyjski
Czosnek galicyjski – polski spożywczy produkt regionalny, rozporządzeniem wykonawczym Komisji Europejskiej nr 2018/1202 z 22 sierpnia 2018 umieszczony w rejestrze chronionych nazw pochodzenia i chronionych oznaczeń geograficznych jako posiadający Chronione Oznaczenie Geograficzne (tym samym rozporządzeniem Chronione Oznaczenie Geograficzne otrzymała kiełbasa sucha krakowska).

## Charakterystyka
Czosnek wytwarzany jest na terenie ziem byłego zaboru austriackiego, noszących nazwę Galicji. Terroir czosnku związany jest ze specyficznymi warunkami zarówno klimatu, jak i gleb tego regionu, a także umiejętnościami uprawowymi lokalnych społeczności. Warzywo ma wyjątkowo wysoka zawartość alliiny, czyli związku odpowiadającego za charakterystyczny dla czosnku posmak. Ma fioletowe lub fioletowo-różowe zabarwienie okryw (łusek), dużą główkę (średnica to nie mniej niż 50 mm) i duży rozmiar pojedynczej cząstki (ząbka), przy stosunkowo niewielkiej ich liczbie w główce (6–9 sztuk). Rośliny są sadzone o takiej porze, by dobrze się ukorzeniły przed przyjściem pierwszych przymrozków (okres wegetacyjny rozpoczyna się tam wcześniej niż na obszarach ościennych).

## Obszar uprawy
Czosnek może być uprawiany w województwie małopolskim, na terenie gmin: Słomniki i Radziemice oraz sołectw w gminie Koniusza: Niegardów, Niegardów-Kolonia, Piotrkowice Wielkie, Budziejowice i Muniaczkowice. Unijne oznaczanie potwierdza autentyczność produktu i gwarantuje, że został on wykonany zgodnie z tradycyjną recepturą lub w danym miejscu.